# Michael Apted
Michael Apted, född 10 februari 1941 i Aylesbury i Buckinghamshire, död 7 januari 2021 i Los Angeles, var en brittisk film- och TV-regissör, filmproducent, manusförfattare och skådespelare.
Som ung studerade Apted juridik och historia vid University of Cambridge. Efter studierna arbetade han som researcher för det brittiska TV-bolaget Granada Television där han så småningom också blev regissör, han regisserade bland annat ett antal avsnitt av TV-serien Coronation Street. Apted vann flera British Academy Awards-priser, bland annat som "Bästa dramaregissör".
År 1980 flyttade han till USA för att regissera sin första långfilm, Loretta (Coal Miner's Daughter), som fick sju Oscar-nomineringar. 1983 regisserade han Gorkijparken, en filmatisering av en roman av Martin Cruz Smith. 1999 regisserade han James Bond-filmen Världen räcker inte till.
Michael Apted regisserade även de tre första avsnitten av BBCs och HBOs dramaserie Rome.

## Filmografi
- 1960 Coronation Street
- 1963 World in Action
- 1967 Haunted
- 1967 City 68
- 1968 Murder: A Professional Job
- 1968 The Dustbinmen
- 1969 Big Breadwinner Hog
- 1970 7 Plus Seven
- 1970 The Lovers
- 1968-1971 ITV Playhouse
- 1972 The Triple Echo
- 1972 ITV Saturday Night Theatre
- 1972 Joy
- 1972 Thirty-Minute Theatre
- 1971-1972 Follyfoot
- 1972 Buggins' Ermine
- 1973 High Kampf
- 1973 Black and Blue
- 1974 Stardust
- 1975 Shade of Greene
- 1976 The Collection
- 1976 The Paradise Run
- 1977 21
- 1972-1971 Play for Today
- 1977 Kniven på strupen
- 1979 Mysteriet Agatha
- 1980 Loretta
- 1981 Kalla mig Örnie
- 1982 P'tang, Yang, Kipperbang.
- 1983 Brottsplats: Gorkijparken
- 1984 Firstborn
- 1985 28 Up
- 1985 Bring on the Night
- 1986 Haunted: Poor Girl
- 1987 Kaos på akuten
- 1988 De dimhöljda bergens gorillor
- 1989 The Long Way Home
- 1991 Rättskampen
- 1991 My Life and Times
- 1991 35 Up
- 1992 Åskhjärta
- 1992 Incident at Oglala
- 1992 Crossroads
- 1994 Blint vittne
- 1994 Moving the Mountain
- 1994 Nell
- 1995 New York News
- 1996 Bakom stängda dörrar
- 1997 Inspirations
- 1998 42: Forty Two Up
- 1998 Always Outnumbered
- 1999 Nathan Dixon
- 1999 Me & Isaac Newton
- 1999 Världen räcker inte till
- 2001 Enigma
- 2002 Married in America
- 2002 En kvinnas hämnd
- 2002 Lipstick
- 2005 Blind Justice
- 2005 Rome
- 2005 49 Up
- 2006 Amazing Grace
- 2006 What About Brian
- 2006 The Official Film of the 2006 FIFA World Cup(TM)
- 2006 Married in America 2
- 2007 The Power of the Game
- 2010 Berättelsen om Narnia: Kung Caspian och skeppet Gryningen